# Hypsiboas albopunctatus
Hypsiboas albopunctatus is een kikker uit de familie boomkikkers (Hylidae). De wetenschappelijke naam van de soort werd in 1824 gepubliceerd door Johann Baptist von Spix.
De soort komt voor in centraal, Zuid-, en Zuidoost-Brazilië, het noordooesten van Argentinië (Misiones en Corrientes), het noorden van Uruguay, het oosten van Bolivia (Santa Cruz, Beni, en Pando), en het oosten van Paraguay.

## Synoniemen
- Calamita fasciatus Schneider, 1799, nomen dubium, nomen oblitum
- Hyla boans Latreille, 1801, junior homoniem van Rana boans Linnaeus, 1758
- Hyla oxyrhina Reinhardt & Lütken, 1862[4]
- Hyla spectrum Reinhardt & Lütken, 1862[5]

Aplastodiscus · 
Bokermannohyla · 
Colomascirtus · 
Hyloscirtus · 
Hypsiboas · 
Myersiohyla